# Walentin Taratynow
Walentin Wasiliewicz Taratynow (ros. Валентин Васильевич Таратынов, ur. 26 czerwca 1948 w Moskwie) – radziecki lekkoatleta, średniodystansowiec.
Zwyciężył w sztafecie 4 × 4 okrążenia na halowych mistrzostwach Europy w 1971 w Sofii (w składzie: Taratynow, Stanisław Mieszczerskich, Aleksiej Taranow i Wiktor Siemiaszkin). Na kolejnych halowych mistrzostwach Europy w 1972 w Grenoble zdobył srebrny medal w tej konkurencji (sztafeta radziecka biegła w składzie: Taranow, Taratynow, Iwan Iwanow i Mieszczerskich).
Był brązowym medalistą mistrzostw ZSRR w biegu na 800 metrów w 1970. Jego rekord życiowy na tym dystansie wynosił 1:48,5 (ustanowiony w 1971).